# Бомбардиране на Улм
Улм, за своите размери, е най-силно бомбардираният град в Южна Германия през Втората световна война.
Тежко въздушно нападение на 17 декември 1944 г. убива и наранява стотици; близо 25 000 души остават без жилища. След края на войната се установява, че 81% от центъра на града е унищожен. Само 1763, от общо 12 756 здания, остават непокътнати. Загиват близо 4400 улмери. Всичко из града е в руини, освен Улмската катедрала, която се извисява над руините. Катедралата е оставена непокътната поради причината, че е служела като навигационен ориентир на бомбардировачите.
След бомбардировките ходенето из Улм е почти невъзможно поради дебелия пласт боклук, покрил града след атаките.